# Laruntz
Laruntz o Laruns (nom occità; en francès Laruns) és una comuna bearnesa de la vall d'Aussau. Administrativament pertany al departament dels Pirineus Atlàntics, a la regió de la Nova Aquitània. Està situada a 35 quilòmetres de Pau, 120 de Baiona i a 240 de Bordeus i Tolosa de Llenguadoc.

## Demografia
| Evolució de la població |       |       |       |       |       |       |       |       |
| 1793                    | 1800  | 1806  | 1821  | 1831  | 1836  | 1841  | 1846  | 1851  |
| 1 436                   | 1 375 | 1 408 | 1 540 | 1 686 | 1 751 | 1 814 | 2 040 | 2 064 |

| 1856  | 1861  | 1866  | 1872  | 1876  | 1881  | 1886  | 1891  | 1896  |
| ----- | ----- | ----- | ----- | ----- | ----- | ----- | ----- | ----- |
| 2 239 | 2 370 | 2 476 | 2 279 | 2 252 | 2 428 | 2 442 | 2 193 | 2 063 |

| 1901  | 1906  | 1911  | 1921  | 1926  | 1931  | 1936  | 1946  | 1954  |
| ----- | ----- | ----- | ----- | ----- | ----- | ----- | ----- | ----- |
| 2 061 | 1 963 | 1 860 | 2 418 | 2 380 | 1 754 | 1 728 | 1 750 | 1 788 |

| 1962  | 1968  | 1975  | 1982  | 1990  | 1999  | 2006 | 2011 | 2016 |
| ----- | ----- | ----- | ----- | ----- | ----- | ---- | ---- | ---- |
| 1 955 | 1 832 | 1 598 | 1 465 | 1 466 | 1 425 | -    | -    | -    |

| 2019 | - | - | - | - | - | - | - | - |
| ---- | - | - | - | - | - | - | - | - |
| -    | - | - | - | - | - | - | - | - |

## Administració
| Període   | Identitat         | Partit        |
| --------- | ----------------- | ------------- |
| 1983-1995 | André Fabre       | Divers gauche |
| 1995-2008 | André Berdou      | PS            |
| 2008-     | Robert Casadebaig | MoDem         |

## Història
El 1385 Laruntz tenia 114 focs sensats i depenia del bailliage (unitat administrativa, financera i judicial d'abans de la Revolució Francesa) d'Aussau. Comptava també amb una abadia laica vassalla del vescomtat de Bearn. El topònim de Laruntz és d'origen basc i significa «indret on hi abunden les planes».

## Agermanaments

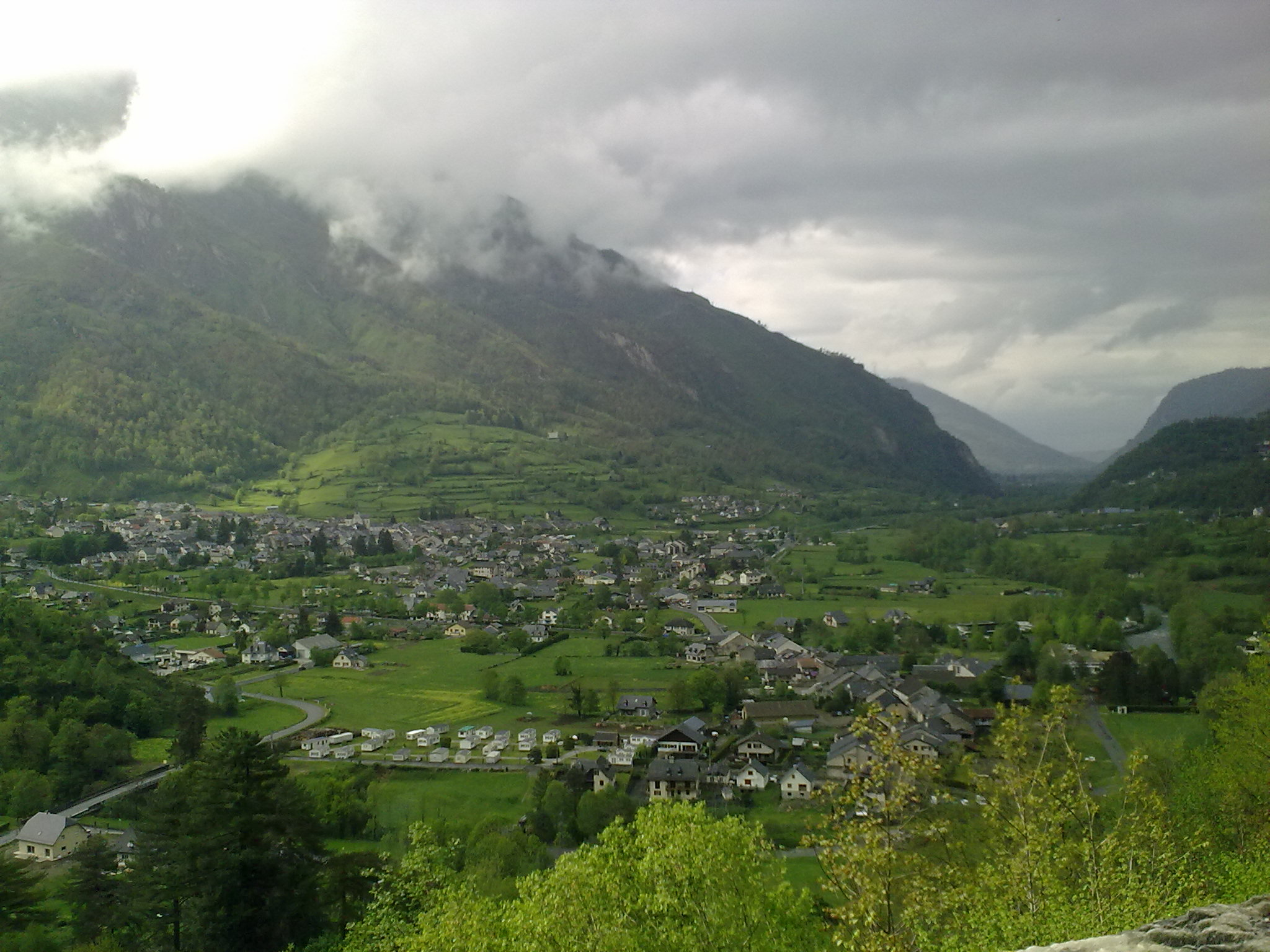

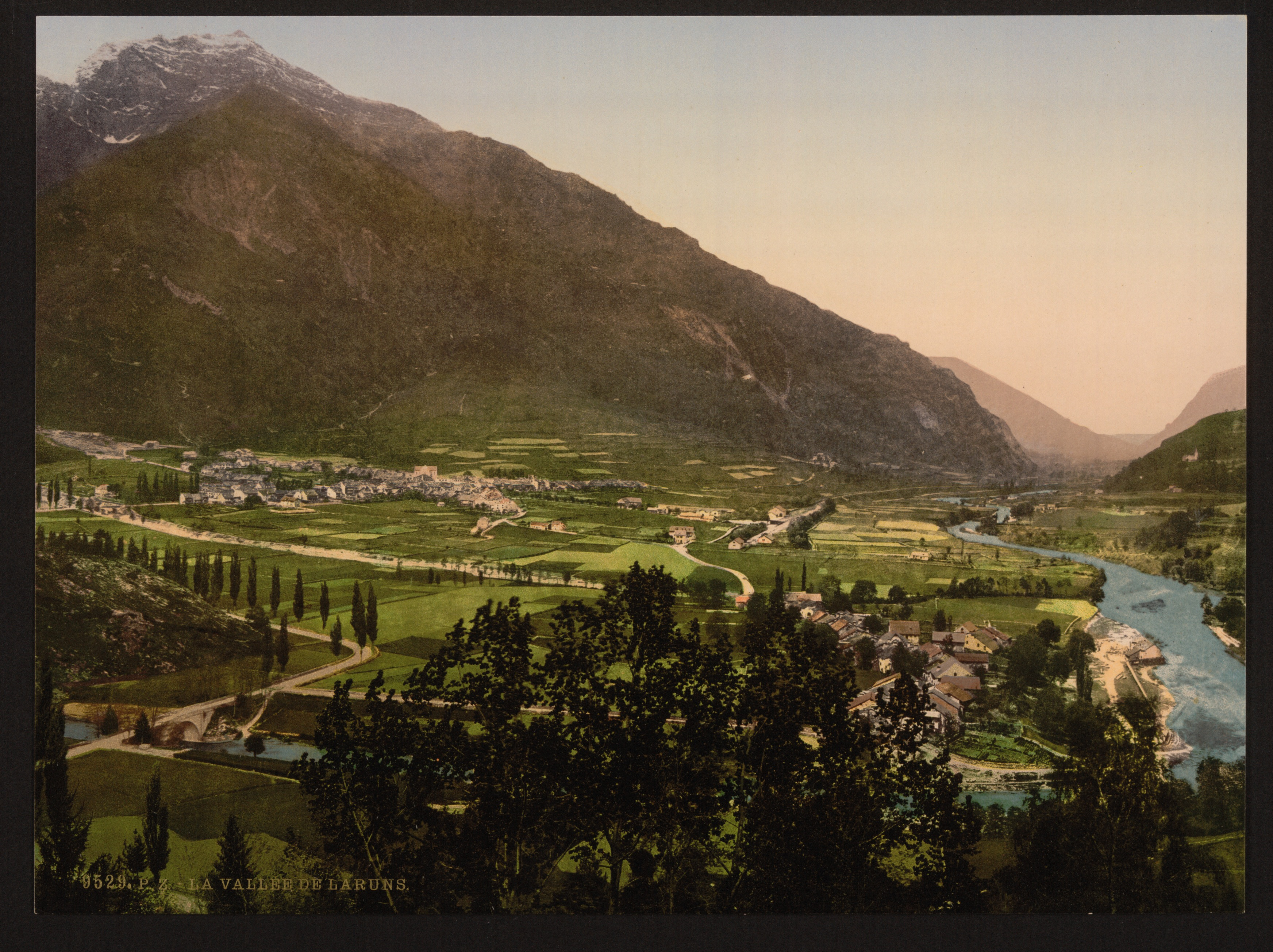
Vall

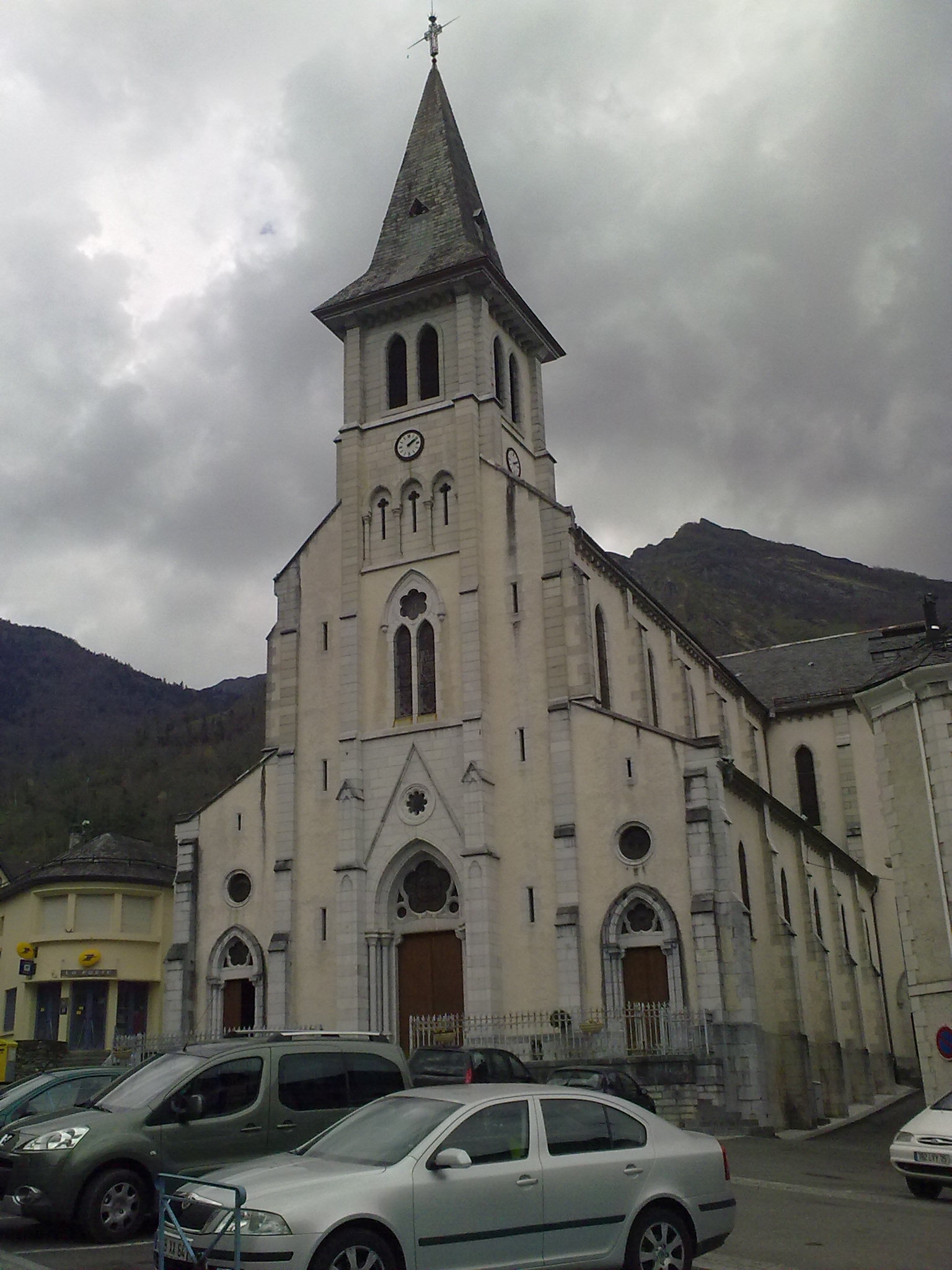
església

- Sallent de Gállego